# Museo del Capitolo del Duomo di Città di Castello
Le Museo del Capitolo del Duomo di Città di Castello est un musée à prédominance art sacré, situé Piazza Gabriotti à côté de l'entrée principale du Duomo, à Città di Castello dans la province de Pérouse (Italie).

## Histoire
Le Museo del Capitolo del Duomo di Città di Castello a été fondé en 1940 afin de conserver le Tesoro di Canoscio (« Trésor de Canoscio »), composé de pièces archéologiques découvertes en 1935.
Le professeur Nemo Sarteanesi en a été le directeur de 1963 à 2008 et, depuis 2008, le directeur en est le professeur Andrea Czortek.

## Collections
Le musée conserve :
- Le Tesoro di Canoscio, un ensemble de pièces archéologiques comportant couverts, vases, assiettes eucharistiques du Ve siècle, découvertes dans un champ de la localité de Canoscio.
- Le Paliotto, retable en argent offert par le pape Célestin II à sa ville natale au XIIe siècle.
- Des œuvres picturales du Pinturicchio et de Rosso Fiorentino,
- Une vaste panoplie d'objets et parements liturgiques du XIe au XVIIIe siècle.
- Des portraits d'ecclésiastiques réalisés par les peintres locaux, comme celui de Corrado Tartarini (en), évêque de Forlì mort en 1602.

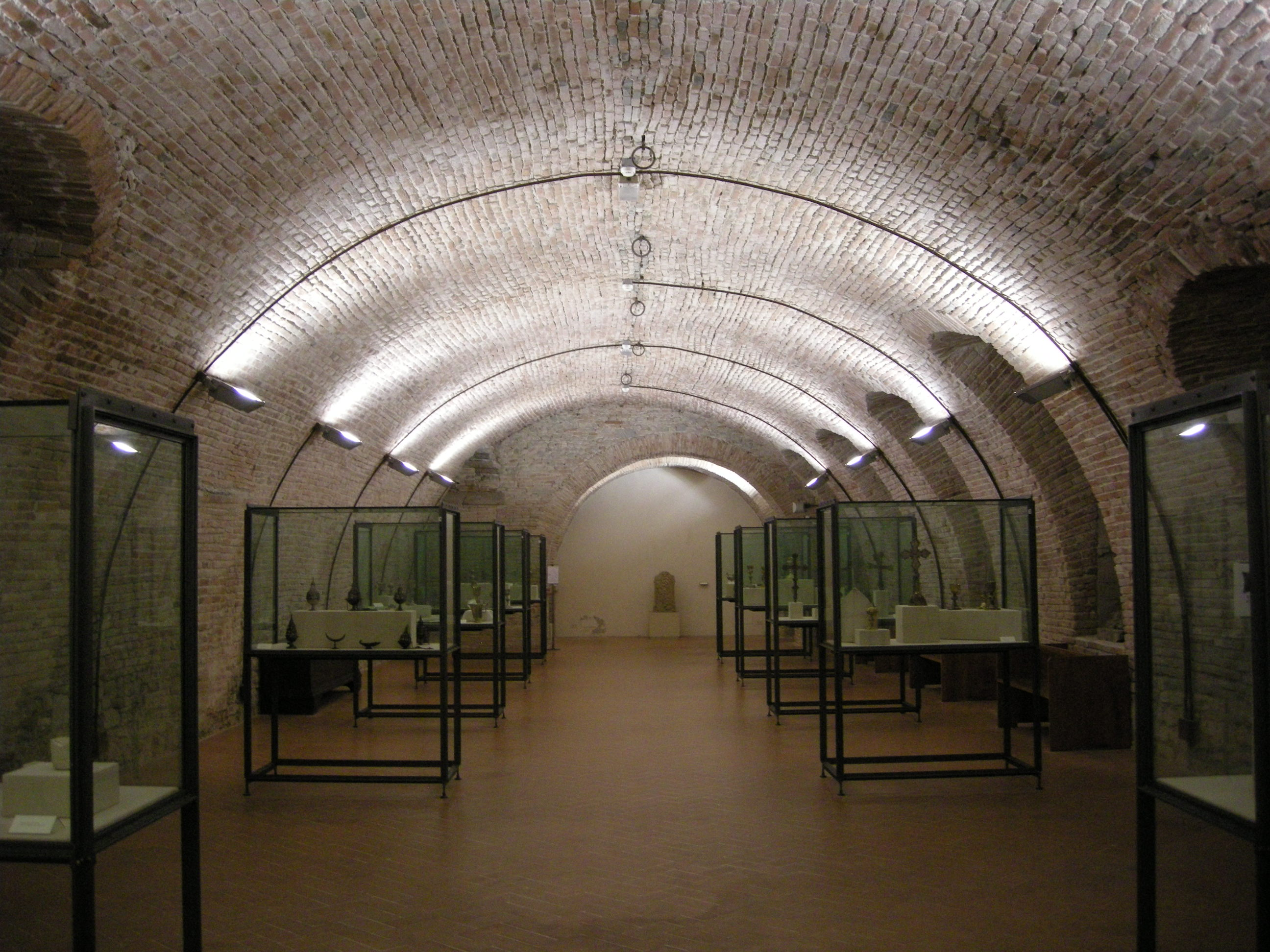
Intérieur du musée.
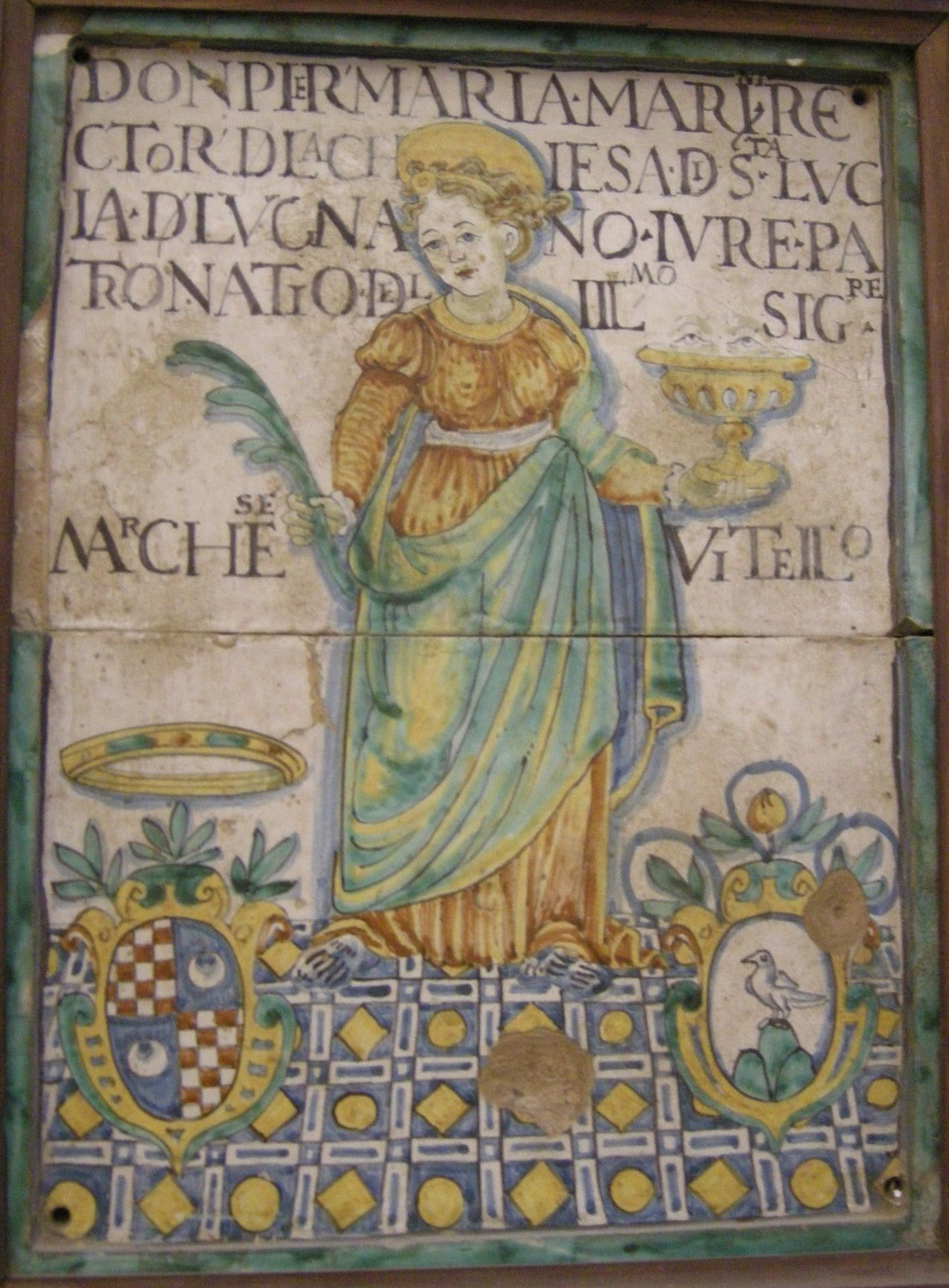
Céramique dédiée à la famille Vitelli.

## Sources
- (it) Cet article est partiellement ou en totalité issu de l’article de Wikipédia en italien intitulé « Museo del Capitolo del Duomo di Città di Castello » (voir la liste des auteurs).